# Союз ТМА-1
Союз ТМА-1 е пилотиран космически кораб от серията „Союз ТМА“, първи от модификацията, полет 5S към МКС, 111-и полет по програма „Союз“. Чрез него е осъществена четвъртата посетителска експедиция и 20-и пилотиран полет към „МКС“.

## Екипаж

### При старта

#### Основен
- Сергей Залетин (2) – командир
- Франк Де Вини (1) – бординженер-1
- Юрий Лончаков (2) – бординженер-2

#### Дублиращ
- Юрий Лончаков – командир
- Александър Лазуткин – бординженер

### При приземяването
- Николай Бударин – командир
- Кенет Бауерсокс – бординженер – 1
- Доналд Петит – бординженер -2

## Параметри на мисията
- Маса: 7220 кг
- Перигей: 202 км
- Апогей: 259 км
- Наклон на орбитата: 51,64°
- Период: 88,81 мин

## Описание на полета
Тази посетителска експедиция е планирана с участието на музиканта Ланс Бас от групата Ен Синк. Заради финансови проблеми това пропада и мястото е заето от командира на дублиращия екипаж Юрий Лончаков. По време на полета на „Союз ТМА-1“ става катастрофата на совалката Колумбия, мисия STS-107 и се налага промяна начина на смяна на екипажите. Корабите „Союз“ остават единствения начин за това до завръщането на совалките в експлоатация през 2005 г. състои от един руски и един италиански космонавт и вторият космически турист.
Полетът има две основни задачи – замяната на Союз ТМ-34 и изпълнението на няколко научни експеримента. Корабът успешно се скачва с Международната космическа станция. По време на полета екипажът работи основно по различните експерименти, които са разработени от ЕКА - програма „Одисей“. След прекарани около осем денонощия на борда на станцията екипажът отлита на борда на Союз ТМ-34. Последният е скачен със станцията от 27 април 2002 г. и изпълнява ролята на „спасителна лодка“ за дълговременните екипажи на станцията.
Като нова „спасителна лодка“ за дълговременните експедиции остава „Союз ТМА-1“ за около 6 месеца. На 4 май 2003 г. той се приземява, на борда с екипажа на петата основна експедиция на МКС, пристигнали в космоса около пет месеца преди това със совалката Индевър, мисия STS-113.